# گرگ ماده (فیلم ۱۹۱۹)
«گرگ ماده» (انگلیسی: The She Wolf (1919 film)) فیلمی در ژانر وسترن است که در سال ۱۹۱۹ منتشر شد.